# ده سلطان (حسين أباد كردها)
ده سلطان (بالفارسية: ده سلطان) هي قرية تقع في إيران في البلدة المركزية. يقدر عدد سكانها بـ 434 نسمة بحسب إحصاء 2016.